# Кэмерон, Трейси
Трейси Кэмерон (англ. Tracy Cameron; род. 1 февраля 1975, Труро, Новая Шотландия) — канадская гребчиха, выступавшая за сборную Канады по академической гребле в период 2005—2012 годов. Бронзовая призёрка летних Олимпийских игр в Пекине, двукратная чемпионка мира, победительница и призёрка регат национального значения.

## Биография
Трейси Кэмерон родилась 1 февраля 1975 года в поселении Шубенакади провинции Новая Шотландия, Канада.
В 1998 году окончила Университет Акадия, получив степень бакалавра в области физического воспитания. Заниматься академической греблей начала в возрасте 25 лет в 2000 году, когда согласилась принять участие в гребной программе во время учёбы в Университете Калгари, где впоследствии получила степень магистра в области спортивной медицины. Состояла в университетской гребной команде, неоднократно стартовала на различных студенческих соревнованиях.
Первого серьёзного успеха на международном уровне добилась в сезоне 2005 года, когда вошла в основной состав канадской национальной сборной и побывала на чемпионате мира в Гифу, откуда привезла награду золотого достоинства, выигранную в зачёте парных четвёрок лёгкого веса.
В 2006 году отметилась победами на этапах Кубка мира в Мюнхене и Люцерне в лёгких парных одиночках и двойках соответственно, тогда как на мировом первенстве в Итоне попасть в число призёров не смогла — финишировала в двойках четвёртой.
В 2007 году в двойках стала серебряной и бронзовой призёркой на этапах Кубка мира в Люцерне и Линце, в то время как на чемпионате мира в Мюнхене в той же дисциплине сумела квалифицироваться лишь в утешительный финал B.
Благодаря череде удачных выступлений удостоилась права защищать честь страны на летних Олимпийских играх 2008 года в Пекине — вместе с напарницей Мелани Кок заняла третье место в программе парных двоек лёгкого веса, уступив в финале только экипажам из Нидерландов и Финляндии — тем самым завоевала бронзовую олимпийскую медаль.
После пекинской Олимпиады Кэмерон осталась в составе гребной команды Канады на ещё один олимпийский цикл и продолжила принимать участие в крупнейших международных регатах. Так, в 2010 году в лёгких парных двойках она одержала победу на мировом первенстве в Карапиро, став таким образом двукратной чемпионкой мира по академической гребле.
В 2011 году в двойках выиграла этап Кубка мира в Люцерне, в одиночках показала шестой результат на чемпионате мира в Бледе.
По окончании сезона 2012 года приняла решение завершить спортивную карьеру.